# Anastasiya Pávlova
Anastasiya Vladyslávivna Pávlova (en ucraniano: Анастасія Владиславівна Павлова, Nueva Kajovka, 9 de febrero de 1995) es una deportista ucraniana que compite en tiro con arco, en la modalidad de arco recurvo.
Ganó tres medallas en el Campeonato Mundial de Tiro con Arco en Sala, en los años 2014 y 2018, dos medallas en el Campeonato Europeo de Tiro con Arco al Aire Libre de 2016 y seis medallas en el Campeonato Europeo de Tiro con Arco en Sala entre los años 2017 y 2024.
En los Juegos Europeos consiguió dos medallas, bronce en Bakú 2015 (equipo) y plata en Cracovia 2023 (equipo mixto).

## Palmarés internacional
| Campeonato Mundial en Sala       | Campeonato Mundial en Sala | Campeonato Mundial en Sala | Campeonato Mundial en Sala |
| Año                              | Lugar                      | Medalla                    | Prueba                     |
| -------------------------------- | -------------------------- | -------------------------- | -------------------------- |
| 2014                             | Nimes (Francia)            | Medalla de oro             | Equipo                     |
| 2014                             | Nimes (Francia)            | Medalla de bronce          | Individual                 |
| 2018                             | Yankton (Estados Unidos)   | Medalla de bronce          | Equipo                     |
| Juegos Europeos                  |                            |                            |                            |
| Año                              | Lugar                      | Medalla                    | Prueba                     |
| 2015                             | Bakú (Azerbaiyán)          | Medalla de bronce          | Individual                 |
| 2023                             | Cracovia (Polonia)         | Medalla de plata           | Equipo mixto               |
| Campeonato Europeo al Aire Libre |                            |                            |                            |
| Año                              | Lugar                      | Medalla                    | Prueba                     |
| 2016                             | Nottingham (Reino Unido)   | Medalla de oro             | Equipo                     |
| 2016                             | Nottingham (Reino Unido)   | Medalla de bronce          | Equipo mixto               |
| Campeonato Europeo en Sala       |                            |                            |                            |
| Año                              | Lugar                      | Medalla                    | Prueba                     |
| 2017                             | Vittel (Francia)           | Medalla de bronce          | Equipo                     |
| 2019                             | Samsun (Turquía)           | Medalla de bronce          | Equipo                     |
| 2022                             | Laško (Eslovenia)          | Medalla de oro             | Equipo                     |
| 2022                             | Laško (Eslovenia)          | Medalla de bronce          | Individual                 |
| 2024                             | Varaždin (Croacia)         | Medalla de oro             | Equipo                     |
| 2024                             | Varaždin (Croacia)         | Medalla de plata           | Individual                 |